# Ferreruela de Huerva
Ferreruela de Huerva – gmina w Hiszpanii, w prowincji Teruel, w Aragonii, o powierzchni 20,44 km². W 2014 roku gmina liczyła 64 mieszkańców.